# Wout Bru
Wout Bru (Beerse, 24 mei 1969) is een Belgische chef-kok die in Eygalières zijn in 1997 opgestart restaurant Chez Bru uitbaat en sinds 2009 het bijhorende hotel Maison Bru.
Wout Bru studeerde aan de sporthumaniora in Turnhout en de hotelschool ter Groene Poorte in Brugge. Na meerdere stages in Bretagne en in de Provençaalse Alpilles (bij l’Oustau de Baumanière in Les Beaux-de-Provençe in Frankrijk) en Londen, opende hij zijn eigen zaak in Eygalières, Le Bistrot d’Eygalières. De zaak kreeg reeds na anderhalf jaar een eerste ster en ontving in 2005 haar tweede ster. Aan de overzijde van de straat werd een eenvoudige keuken aangeboden in zijn tweede restaurant, Le petit Bru. Bru zelf verhuisde met (hernoemd) restaurant Chez Bru en luxehotel, Maison Bru, met negen kamers in juli 2009 naar een nieuwe plek buiten het centrum. In 2011 verloor Bru echter een ster. In 2015 verloor hij ook de andere ster. Beide zaken werden stopgezet, Maison Bru werd verkocht en Bru's ex-vrouw Suzy opende haar eigen brasserie op de oorspronkelijke locatie in het dorpscentrum van Eygalières.
In 2017 werd Bru zakenpartner van Marc Coucke, die in Durbuy het befaamde restaurant 'Le Sanglier des Ardennes' overgenomen had. Bru moest het restaurant opnieuw op gastronomisch topniveau brengen. Er werd ook een nieuw restaurant geopend, La Bru'sserie, dat begin juli 2017 de deuren opende. Beide restaurants werden in het eerste jaar beloond met een 14/20 in Gault Millau.
Bru presenteerde meerdere kookprogramma's bij Vitaya en VTM, waaronder een optreden als gastjurylid in Mijn Restaurant, en jureert het tweede seizoen van de Vlaamse versie van Masterchef. Hij jureert ook, samen met Fatima Marzouki en een gastjurylid, Junior Masterchef, uitgezonden door VTM. In 2013 was Bru te zien als coach/jury in het kookprogramma The Taste.
Bru opende ook een restaurant in Schilde samen met zijn ex-vrouw Suzy, genaamd “Brasserie Bru by Suzy”. Na het sluiten van deze zaak begon Wout Bru in Durbuy een culinair project samen met Marc Coucke.